# FH Hafnarfjörður
El FH o Fimleikafélag Hafnarfjarðar és un club islandès de futbol de la ciutat de Hafnarfjörður.

## Història
El club va ser fundat el 14 d'octubre de 1929. El 1935 la societat es va fusionar amb el veí Haukar Hafnarfjörður, equip de la mateixa localitat, passant a denominar-se ÍB Hafnarfjörður. Sota aquest nom, el club va arribar per primera vegada la primera divisió islandesa el 1956, de la qual va descendir el 1958. Va tornar el 1960 i va tornar a baixar el 1961. Llavors es va desfer la unió d'ambdós clubs i el FH va recuperar la seva antiga denominació i personalitat.
El 1972 va arribar la final de la copa islandesa quan jugava en la Segona divisió. El 1974 va arribar de nou la primera divisió, per primera vegada amb la denominació de FH. Després d'unes temporades en els llocs baixos de la classificació, va descendir a segona divisió el 1978. Nou ascens el 1979 i descens el 1981. Nou ascens el 1984 i descens el 1987. Ascens el 1988 quan comença la primera edat daurada del club.
El 1989 el FH assoleix el seu primer subcampionat de Lliga i la seva primera classificació per a la Copa de la UEFA. El 1991 arriba al seu segona final de Copa, que torna a perdre. El 1993 nou subcampionat i de nou es classifica per a la Copa de la UEFA. El 1994 repeteix la mateixa classificació. El 1995, per contra, realitza una pèssima campanya i descendeix a la Segona divisió, on passarà diverses campanyes.
En 2000 el FH va guanyar el torneig de Segona divisió i va tornar a Primera divisió. En 2003 va assolir de nou el subcampionat de Lliga el que li va valer tornar a la Copa de la UEFA. El gran èxit del FH va arribar per fi el 2004 quan va guanyar per primera vegada en la seva història el títol de lliga. En 2005 va repetir l'èxit per segona vegada consecutiva obtenint el campionat amb 48 de 54 punts possibles. El jugador del FH Tryggvi Guðmundsson va ser màxim golejador del torneig amb 16 gols en 17 partits seguit del seu company d'equip Allan Borgvardt (13 gols en 15 partits), que a més va ser triat jugador de l'any i va fitxar pel Viking Stavanger de Noruega.
El bloc de l'equip campió es va mantenir per a la temporada 2006. A més de la baixa d'Allan Borgvardt, el jugador preferit de l'afició Jón Þorgrímur Stefánsson va abandonar el club i va fitxar pel HK Kópavogur, el seu equip de la infància. L'entrenador del club, Sigfinnur Garðarsson va abandonar l'equip per a fitxar pel Fylkir. Va Ser substituït en el càrrec per l'antic capità Heimir Guðjónsson, que s'havia retirat el 2005.
Els colors del club són negre i blanc. El seu estadi es diu Kaplakriki i té una capacitat de 3.000 espectadors.

## Palmarès
- Lliga islandesa de futbol: 4
  - 2004, 2005, 2006, 2008
- Copa islandesa de futbol: 1
  - 2007
- Copa de la Lliga islandesa de futbol: 5
  - 2002, 2004, 2006, 2007, 2009
- Supercopa islandesa de futbol: 3
  - 2004, 2006, 2009

## Jugadors destacats
- Arnar Viðarsson
- Bjarni Viðarsson
- Emil Hallfreðsson
- Ármann Smári Björnsson
- Hannes Sigurðsson